# Paullinia paullinioides
Paullinia paullinioides är en kinesträdsväxtart som först beskrevs av Richard Spruce och Ludwig Radlkofer, och fick sitt nu gällande namn av Ludwig Radlkofer. Paullinia paullinioides ingår i släktet Paullinia och familjen kinesträdsväxter. Inga underarter finns listade i Catalogue of Life.